# Pont romain (Montfort-le-Gesnois)
Pour les articles homonymes, voir Pont romain (homonymie).
Le pont romain est un ouvrage situé à Montfort-le-Gesnois, en France.

## Localisation
Le pont est situé dans le département français de la Sarthe, sur l'Huisne, au sud du bourg de Pont-de-Gennes. Il avait donné son nom à cette ancienne commune fusionnée en 1986 avec Montfort-le-Rotrou, formant ainsi la commune de Monfort-le-Gesnois.

## Architecture
L'ouvrage est inscrit au titre des monuments historiques depuis le 26 mars 1927.